# Revision (Druck)
Revision  nennt man im Druckwesen die letzte Kontrolle vor dem Druck. In der Fachsprache wird dann von gut zum Druck gesprochen. Die Revision ist nicht Teil der Druckvorstufe, sondern der Drucklegung. 
Bei der Revision wird ein interner Print erstellt und die Hauskorrekturen der Korrektoren werden vom Revisor verglichen.
Seine Aufgabenliste umfasst u. a.:
- Prüfung, ob alle Anweisungen nach dem Korrekturlesen im Satz und in der Montage richtig ausgeführt wurden
- Prüfen eines Druckbogens beim Einrichten der Maschine nach Stand
- Text-Bild-Zuordnung, Bild-Legenden-Zuordnung
- Korrektheit von Fußnoten und Endnoten
- Fehler im Druckbild
- Mettagefehler
- Korrektheit von Inhaltsverzeichnis, Impressum, Kolumnentiteln, Paginierung

und anderes.
Für die Kontrolle dient die Druckfahne oder der Proof.
Nach erfolgreicher Revision werden die Kundenabzüge versandt.